# Лососевый король
Лососевый король (лат. Trachipterus altivelis) — вид лучепёрых рыб из семейства вогмеровых. Распространены в восточной части Тихого океана от Аляски до Чили. Максимальная длина тела 183 см. Морские пелагические рыбы.

## Описание
Тело длинное, сжато с боков, лентообразное. Глаза большие. Рот маленький, выдвижной. Длинный спинной плавник с 165—184 мягкими лучами, начинается на голове, тянется вдоль всего тела и резко (вертикально) обрывается у хвостового стебля. У молодых особей первые пять лучей сильно удлинённые, с возрастом редуцируются, самыми длинными становятся лучи в центре спинного плавника. Анальный плавник отсутствует. Грудные плавники маленькие, закруглённые, с 9—11 мягкими лучами. У молоди и неполовозрелых особей брюшные плавники удлинённые, редуцируются до основания у взрослых особей. Хвостовой плавник резко асимметричный. Верхняя лопасть хорошо развита у молоди, поддерживается 7—8 удлинёнными лучами, направлена вверх под углом 45° к оси тела. По мере роста длина лучей уменьшается. Нижняя лопасть с 5—6 удлинёнными лучами, у взрослых особей редуцируется до коротких колючек, направленных назад.
Молодые особи радужно-серебристые с серией 4-х тёмных пятен, расположенных над боковой линией; спинной, грудные и брюшные плавники карминово-красные. Окраска крупных особей серебристая с зеленоватым оттенком; со светлыми пятнами по бокам; задний край спинного плавника темнее.
Максимальная длина тела 183 см.

## Биология
Морские мезопелагические рыбы. Обитают на глубине до 900 м. Нерестятся круглогодично, без выраженных пиков. Икра диаметром 2,6—3,5 мм, без жировой капли; оболочка гладкая. Икра и личинки пелагические.
Мелкие особи лососевых королей питаются копеподами, аннелидами и личинками рыб. В состав рациона крупных особей входят копеподы, эвфаузиевые, мелкие пелагические рыбы, личинки рыб, кальмары и осьминоги. У берегов Орегона рацион молоди зависел от места обитания. В открытых водах питались бокоплавами рода Phronima, а также в меньшей степени копеподами  и плавающей чешуёй рыб. В прибрежных водах молодь питалась преимущественно копеподами и личинками рыб.